# Marion Butler

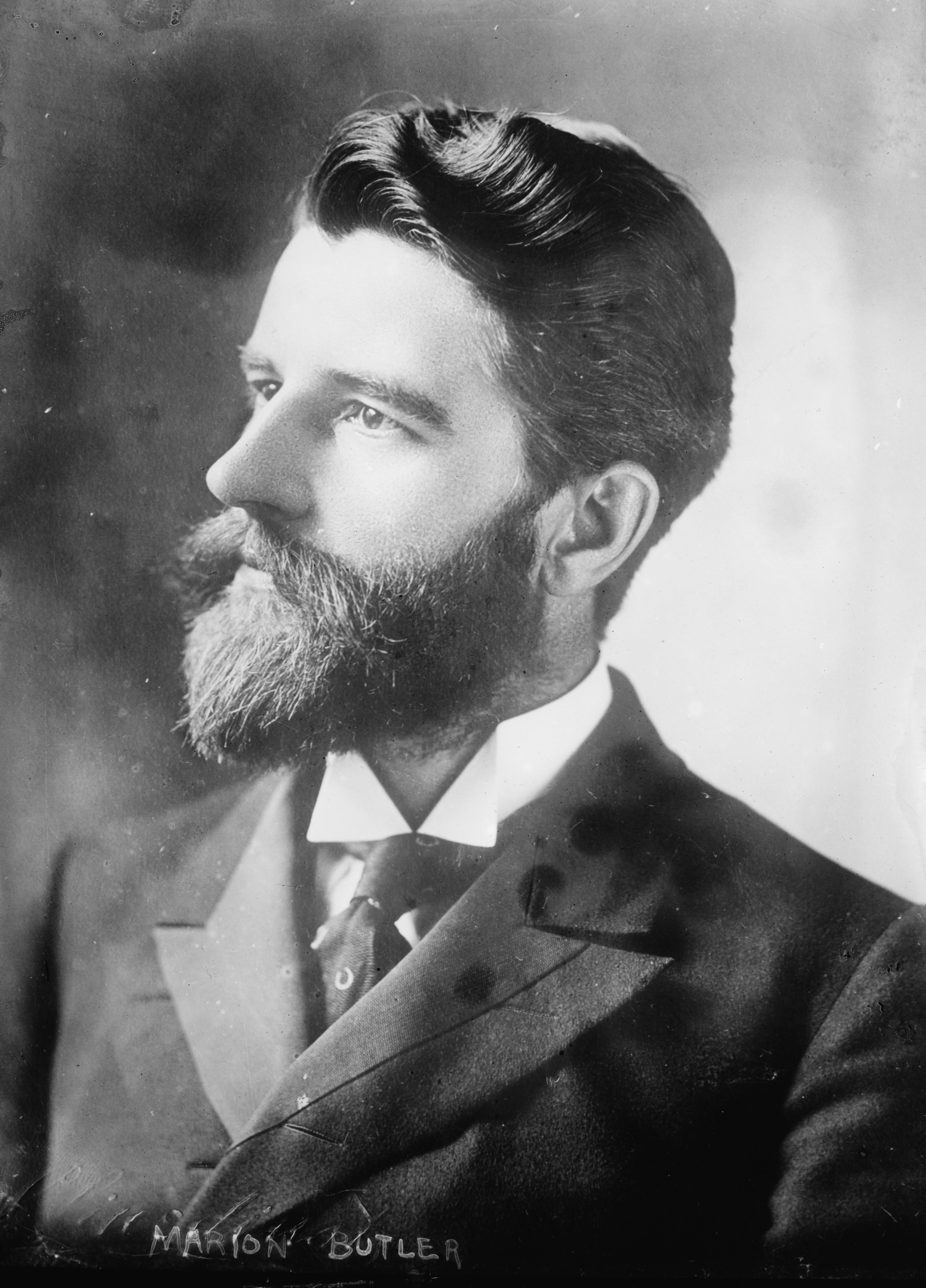
Marion Butler

Marion Butler, född 20 maj 1863 i Sampson County, North Carolina, död 3 juni 1938 i Takoma Park, Maryland, var en amerikansk politiker, jurist och publicist. Han representerade delstaten North Carolina i USA:s senat 1895–1901. Han var ordförande för Populistpartiets federala partistyrelse Populist National Executive Committee 1896–1904.
Butler utexaminerades 1885 från University of North Carolina at Chapel Hill. Han arbetade sedan som lärare och flyttade 1888 till Clinton. Han var ansvarig utgivare för tidningen Clinton Caucasian.
Butler efterträdde 1895 Matt Whitaker Ransom som senator för North Carolina. Han studerade juridik under sin tid i senaten och arbetade sedan som advokat i Raleigh. Han kandiderade till omval men förlorade mot Furnifold McLendel Simmons. Butler fortsatte i politiken som ordförande för Populist National Executive Committee men avgick 1904 och bytte parti till republikanerna. Han var senare verksam som affärsman i North Carolina och som advokat i Washington, D.C.
Butler gravsattes på Clinton City Cemetery i Clinton, North Carolina.